# BNP Paribas Polish Open
BNP Paribas Polish Open — международный мужской профессиональный теннисный турнир, проходящий на грунтовых кортах Сопота (Польша) с 2011 года после Уимблдонского турнира. В первый год проведения турнир включён в календарь Мирового тура ATP Challenger и относится к группе наиболее престижных турниров этого тура, Tretorn SERIE+. Призовой фонд турнира составляет 106,5 тысяч евро, участникам также оплачивается проживание. Турнирная сетка рассчитана на 32 участника в одиночном разряде и 16 пар.

## Призовые и рейтинг
| Круг         | Призовые       | Рейтинг |
| ------------ | -------------- | ------- |
| Квалификация | -              | 5       |
| 1/16         | 1110€          | -       |
| 1/8          | 1830€ (770€)   | 10      |
| 1/4          | 3100€ (1360€)  | 25      |
| 1/2          | 5375€ (2300€)  | 45      |
| Финал        | 9000€ (3850€)  | 75      |
| Победа       | 15300€ (6600€) | 125     |

1. ↑  В скобках — призовые в парном разряде

## Победители и финалисты

### Одиночный разряд
| Год  | Победитель  | Финалист     | Счёт в финале |
| ---- | ----------- | ------------ | ------------- |
| 2011 | Эрик Продон | Никола Чирич | 6-1, 6-3      |

### Парный разряд
| Год  | Победители                          | Финалисты                  | Счёт в финале |
| ---- | ----------------------------------- | -------------------------- | ------------- |
| 2011 | Мариуш Фирстенберг Марцин Матковски | Оливье Шарруа Стефан Робер | 7-5, 7-64     |